# Hexagonaloides
Hexagonaloides is een geslacht van kreeftachtigen uit de klasse van de Malacostraca (hogere kreeftachtigen).

## Soort
- Hexagonaloides bathyalis Komai, Higashiji & Castro, 2010